# Dovolnoje
Dovolnoje (oroszul: Довольное) falu Oroszország ázsiai részén, a Novoszibirszki területen; a Dovolnojei járás székhelye.
Népessége: 6774 fő (a 2010. évi népszámláláskor).

## Elhelyezkedése
Novoszibirszktől 284 km-re délkeletre, a Baraba-alföld délkeleti részén, a kis Bagan folyó partján helyezkedik el. A legközelebbi vasútállomás a 110 km-re északnyugatra fekvő Kargatban van, a Transzszibériai vasútvonalon.     
1703-ban alapította a központi országrészből áttelepülők egy csoportja. 
A falu helytörténeti múzeumát 2000-ben, a járás megalapításának 30. évfordulóján nyitották meg.